# Gadhinglaj
Gadhinglaj è una città dell'India di 25.356 abitanti, situata nel distretto di Kolhapur, nello stato federato del Maharashtra. In base al numero di abitanti la città rientra nella classe III (da 20.000 a 49.999 persone).

## Geografia fisica
La città è situata a 16° 13' 60 N e 74° 20' 60 E e ha un'altitudine di 622 m s.l.m..

## Società

### Evoluzione demografica
Al censimento del 2001 la popolazione di Gadhinglaj assommava a 25.356 persone, delle quali 13.019 maschi e 12.337 femmine. I bambini di età inferiore o uguale ai sei anni assommavano a 2.671, dei quali 1.396 maschi e 1.275 femmine. Infine, coloro che erano in grado di saper almeno leggere e scrivere erano 19.761, dei quali 10.878 maschi e 8.883 femmine.